# Siegfried Kracauer
Siegfried Kracauer (ur. 8 lutego 1889 we Frankfurcie nad Menem, zm. 26 listopada 1966 w Nowym Jorku) – niemiecki socjolog, historyk i teoretyk filmowy, publicysta, pisarz, eseista. Autor m.in. Od Caligariego do Hitlera (1947) i Teorii filmu (1960). Prekursor nowoczesnej teorii filmu.
Studiował socjologię, architekturę i filozofię. Pracował jako komentator „Frankfurter Zeitung”. Wyemigrował do USA, uciekając przed władzą nazistów. Na zlecenie fundacji Rockefellera analizował niemiecką filmografię poszukując w niej źródeł nazizmu.

## Wybrane publikacje
- Soziologie als Wissenschaft (1925)
- Die Angestellten (1930)
- Ginster (powieść, 1928)
- Jacques Offenbach i Paryż jego czasów (Orpheus in Paris: Jacques Offenbach and the Paris of His Time,1938)
- Od Caligariego do Hitlera (From Caligari to Hitler, 1947)
- Satelite Mentalisty (Propaganda and the Nazi War Film, 1958)
- Teoria filmu (Theory of Film, 1960)